# Seznam hlavních měst irských hrabství
Toto je seznam hlavních správních měst (County town) irských hrabství. Seznam zahrnuje 31 místních samosprávných měst, s 26 tradičními irskými hrabstvími.
| Hrabství           | Místní vláda                         | Hlavní město hrabství | Poznámka |
| ------------------ | ------------------------------------ | --------------------- | --- |
| Hrabství Carlow    | Rada hrabství Carlow                 | Carlow                | |
| Hrabství Cavan     | Rada hrabství Cavan                  | Cavan                 | |
| Hrabství Clare     | Rada hrabství Clare                  | Ennis                 | |
| Hrabství Cork      | Rada hrabství Cork                   | Cork City             | |
| Hrabství Cork      | Rada hrabství Cork                   | Cork City             | |
| Hrabství Donegal   | Rada hrabství Donegal                | Lifford               | |
| Hrabství Dublin    | Dublinská městská rada               | Dublin City           | |
| Hrabství Dublin    | Dún Laoghaire–Rada hrabství Rathdown | Dún Laoghaire         | Do roku 1994 tvořila Radu Dublinského hrabství s administrativním střediskem v Dublinu                           |
| Hrabství Dublin    | Rada hrabství Fingal                 | Swords                | Do roku 1994 tvořila Radu Dublinského hrabství s administrativním střediskem v Dublinu                           |
| Hrabství Dublin    | Rada hrabství Jižní Dublin           | Tallaght              | Do roku 1994 tvořila Radu Dublinského hrabství s administrativním střediskem v Dublinu                           |
| Hrabství Galway    | Galwayská městská rada               | Galway City           | |
| Hrabství Galway    | Rada hrabství Galway                 | Galway City           | |
| Hrabství Kerry     | Rada hrabství Kerry                  | Tralee                | |
| Hrabství Kildare   | Rada hrabství Kildare                | Naas                  | |
| Hrabství Kilkenny  | Rada hrabství Kilkenny               | Kilkenny              | |
| Hrabství Laois     | Rada hrabství Laois                  | Port Laoise           | Do roku 1929 nazývané Maryborough                                                                                |
| Hrabství Leitrim   | Rada hrabství Leitrim                | Carrick-on-Shannon    | |
| Hrabství Limerick  | Rada hrabství a města Limerick       | Limerick              | |
| Hrabství Longford  | Rada hrabství Longford               | Longford              | |
| Hrabství Louth     | Rada hrabství Louth                  | Dundalk               | |
| Hrabství Mayo      | Rada hrabství Mayo                   | Castlebar             | |
| Hrabství Meath     | Rada hrabství Meath                  | Navan                 | Dříve bylo administrativním sídlem město Trim                                                                    |
| Hrabství Monaghan  | Rada hrabství Monaghan               | Monaghan              | |
| Hrabství Offaly    | Rada hrabství Offaly                 | Tullamore             | Před rokem 1883 bylo hlavním městem Daingean, pozdější Philipstown                                               |
| Hrabství Roscommon | Rada hrabství Roscommon              | Roscommon             | |
| Hrabství Sligo     | Rada hrabství Sligo                  | Sligo                 | |
| Hrabství Tipperary | Rada hrabství Tipperary              | Clonmel/Nenagh        | Před schválením reformy místní samosprávy, byla tato města administrativním sídlem Jižního a Severního Tipperary |
| Hrabství Waterford | Rada hrabství a města Waterford      | Waterford             | |
| Hrabství Westmeath | Rada hrabství Westmeath              | Mullingar             | |
| Hrabství Wexford   | Rada hrabství Wexford                | Wexford               | |
| Hrabství Wicklow   | Rada hrabství Wicklow                | Wicklow               | |